# Jean-Claude Lecourieux
Jean-Claude Lecourieux (* 1956; † 7. Dezember 2023) war ein französischer Radrennfahrer und nationaler Meister im Radsport.

## Sportliche Laufbahn
Lecourieux war Bahnradsportler und im Straßenradsport aktiv. 1982 gewann er die nationale Meisterschaft im Steherrennen vor Pierre Trentin. 1983 gewann er den Titel erneut vor Dominique Thiébaud. 1977 wurde er Vize-Meister.
Auf der Straße gewann er 1984 das Etappenrennen Tour de Nouvelle-Calédonie (auch Tour du Caillou) vor Patrick Sarniguet. 1978 und 1981 wurde er Zweiter der Rundfahrt, 1976 und 1980 Dritter.